# 네빌 마리너

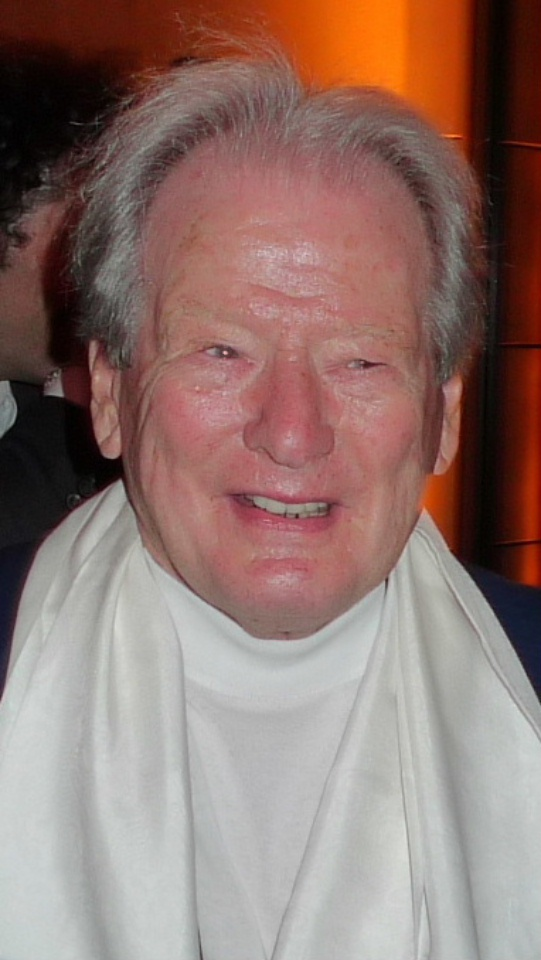
2010년의 모습

네빌 마리너 경(영어: Sir Neville Marriner 네빌 메리너[*], CH, CBE, 1924년 4월 15일 ~ 2016년 10월 2일)은 영국의 지휘자이자 바이올린 연주자였다. ‘세계에서 가장 위대한 지휘자 중 한 명’으로 평가되며, 〈그라모폰〉은 그를 역사상 가장 위대한 지휘자 50인 가운데 한 명으로 선정하였는데 또 다른 순위에서는 역사상 가장 위대하고 유명한 지휘자 18인 중 14위에 올랐다.
링컨에서 태어나 영국 왕립음악대학(RCM)과 파리 음악원에서 교육을 받았다. 졸업 후 런던 교향악단의 제1바이올린 주자를 거쳐 1958년에 세인트 마틴 인 더 필즈 아카데미 실내 관현악단을 설립했다. 1979년부터 1986년까지 미네소타 오케스트라 음악 감독을 지냈으며, 그 뒤 1989년까지 슈투트가르트 남서독일 방송 교향악단 상임지휘자를 역임했다.
아카데미 오브 세인트 마틴 인 더 필즈(Academy of St Martin in the Fields)를 창단하였으며, 이 오케스트라와 협업하여 역사상 어느 지휘자와 오케스트라보다도 많은 녹음을 남긴 것으로 알려져 있다.
아들 앤드루 매리너(Andrew Marriner)는 런던 교향악단 수석 클라리넷 주자로 활동했다.

## 생애 초기
마리너는 잉글랜드 링컨에서 태어났으며, 아버지 허버트 마리너는 목수였으며 어머니인 에텔(혼전성 로버츠)에게서 태어났다. 당시 문법학교였던 링컨 스쿨에서 교육을 받았으며, 이 시기 작곡가 스티브 레이스와 함께 재즈 밴드에서 활동하였다. 어린 시절에 아버지에게서 바이올린과 피아노를 배웠고, 이후 프레더릭 마운트니에게 바이올린을 사사하였다.
1939년 런던의 왕립음악원에 입학하여, 바이올리니스트 윌리엄 헨리 리드에게 사사하였으며, 제2차 세계대전 발발 후 많은 단원들이 입대함에 따라 공석이 늘어난 런던 심포니 오케스트라의 제2바이올린 파트에서 헨리 우드의 지휘 아래 연주할 기회를 얻었다. 1941년 본인도 입대하여 영국 육군에서 정찰 임무를 수행하였으나, 1943년 신장 질환으로 의병 제대하였다. 그 후 왕립음악원으로 복귀하였으나, 스승 리드는 이미 사망한 뒤였다. 이후 파리 음악원으로 진학하여 바이올리니스트 르네 베네데티에게 사사하였다.

## 활동
마리너는 잠시 이튼 칼리지에서 음악 교사로 재직하였다.  1948년에는 왕립음악원의 교수로 임용되었다. 같은 해 또는 1949년에 마틴 현악 4중주단(Martin String Quartet)의 제2바이올린 주자로 합류하였으며, 이후 13년간 이 악단에서 활동하였다. 제2차 세계대전기간 중 걸린 신장병에서 회복하다가 쳄발로 연주자 서스턴 다트를 만나 듀오를 결성하였고, 이듬해 피터 기브스를 더해 ‘버추오소 스트링 트리오(Virtuoso String Trio)’로 확장하였다. 이 앙상블은 훗날 다트의 야코비언 앙상블(Jacobean Ensemble)로 발전하였는데, 마리너는 1951년부터 이 앙상블에서 활동하였다.
마리너는 1950년대 초 필하모니아 오케스트라에서 바이올린을 연주하였고, 1954년부터 1969년까지 런던 심포니 오케스트라(LSO)에서 요제프 크립스의 지휘 아래 제2바이올린 수석으로 활동하였다. 레지널드 자크, 보이드 닐이 지휘하는 실내악단 및 런던 모차르트 플레이어스(London Mozart Players)와도 협연하였다.
1958년 마리너는 세인트 마틴 인 더 필즈 아카데미 실내 관현악단을 창단하였다. 처음에는 12인조 실내 앙상블로 시작하였으나, 이후 수준 높은 연주자들이 합류하며 실내 관현악단으로 성장하였다. 초기 멤버로는 서스턴 다트, 아이오나 브라운, 크리스토퍼 호그우드, 앨런 러브데이 등이 있다. 마리너는 이 오케스트라와 함께 방대한 양의 음반을 녹음하였다. 1960년대 초반에 지휘와 바이올린 연주를 동시에 수행하며 첫 녹음을 남겼고, 이 성공은 당시 LSO의 수석 지휘자였던 피에르 몽퇴로부터 전문 지휘가로 전직하라는 권유를 받는 계기가 되었다. 마리너는 약 1950년부터 미국 메인주 핸콕에 위치한 몽퇴의 지휘 학교에서 지휘를 사사한 바 있다.

마리너는 로스앤젤레스 체임버 오케스트라(Los Angeles Chamber Orchestra)의 창단자이자 초대 음악 감독을 1969년부터 1978년까지 역임하였다. 1979년부터 1986년까지는 미네소타 오케스트라의 음악 감독을, 1986년부터 1989년까지는 슈투트가르트 방송 교향악단(Stuttgart Radio Symphony Orchestra)의 수석 지휘자를 맡았다. 1974년부터 1980년까지 6년간 아이오나 브라운이 지휘를 맡은 기간을 제외하면 2011년 조슈아 벨에게 자리를 넘겨주기까지 아카데미 오브 세인트 마틴 인 더 필즈의 음악 감독으로 재직하였으며, 이후 명예직인 ‘종신 총재(Life President)’로 활동을 계속하였다. 이 외에도 뉴욕 체임버 오케스트라, 굴벤키안 오케스트라, 이스라엘 체임버 오케스트라, 호주 체임버 오케스트라, 빈 필하모닉 등 다수의 오케스트라를 지휘하였다. 그는 90세였던 2014년까지 지휘 활동을 지속하였으며, 이 해 BBC 프롬스(Proms)에서 역대 최고령 지휘자로 무대에 섰다.

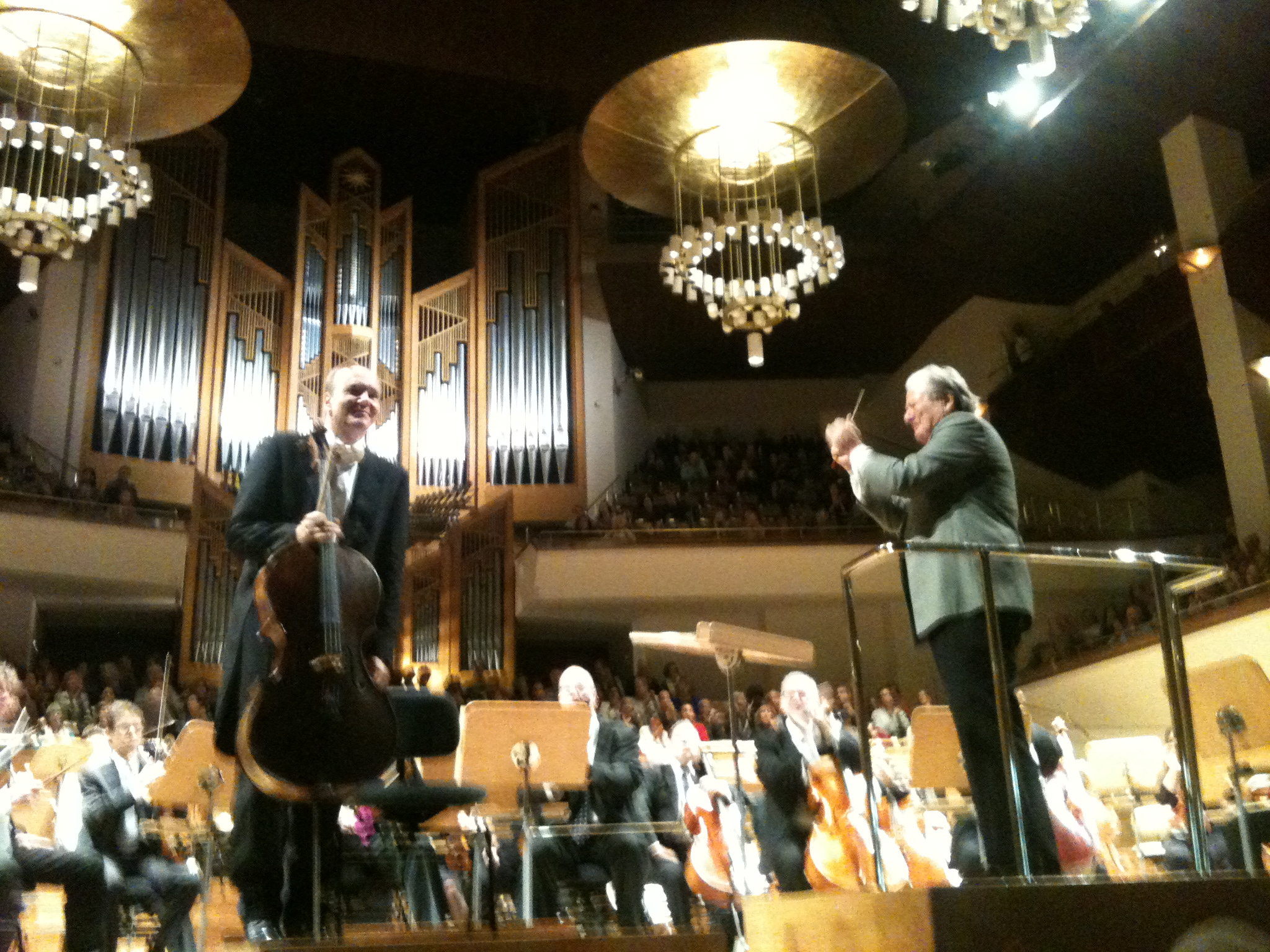
2015년의 지휘 모습

《데일리 텔레그래프》의 부고 기사는 아카데미 오브 세인트 마틴 인 더 필즈의 바로크 및 고전 음악 해석을 “신선하고 기교적으로 뛰어나며 '계시적'이기까지 한 연주”라고 극찬하였다. 마리너는 현대 악기와 음향 효과를 선호하였으며, ‘진정성 있는’ 역사주의 연주를 추구하지 않는다는 점에서 호그우드 등의 비판을 받기도 하였다. 그러나 그는 이후 낭만주의와 근현대 음악까지 레퍼토리를 확장하였다.
마리너는 생애 동안 600장 이상의 음반에 2,000여 곡을 녹음하였으며, 이는 헤르베르트 폰 카라얀을 제외한 어느 지휘자보다도 많은 수치이다. 그는 아르고(Argo), 루아조 리르(L’Oiseau Lyre), 필립스(Philips), EMI 클래식스 등의 음반사와 협업하였다. 레퍼토리는 바로크 시대부터 20세기 영국 음악, 오페라까지 폭넓었다. 그는 1984년 아카데미 수상작인 영화 아마데우스의 사운드트랙에서 모차르트 곡의 선곡을 감독하였으며, 이 음반은 650만 장 이상 판매되며 클래식 역사상 가장 인기 있는 음반 중 하나가 되었다.
마리너의 마지막 녹음은 사망 직전 완료한 것으로, 피아니스트 손열음과 함께한 모차르트 피아노 협주곡 21번이었다. 그는 아카데미 오브 세인트 마틴 인 더 필즈와 역사상 가장 많이 녹음한 지휘자와 오케스트라의 파트너로 기록되어 있다.

## 서훈
- 1979년 대영 제국 훈장 3등급(CBE) 수훈[16]
- 1985년 기사작위(Knight Bachelor) 서임[17]
- 2015년 컴패니언 오브 아너(CH; Order of the Companions of Honour)[18]